# Uras
Uras (sardisk: Ùras) er en by og en kommune (comune) i provinsen Oristano i regionen Sardinien i Italien. Byen ligger i 23 meters højde og har 2.856 indbyggere (2016). Kommunen har et areal på 39,24 km² og grænser til kommunerne Marrubiu, Masullas, Mogoro, Morgongiori, San Nicolò d'Arcidano og Terralba.